# 진접선
진접선(榛接線)은 서울특별시 노원구 상계동 불암산과 경기도 남양주시 진접읍 진접을 잇는 광역 철도 노선이며 수도권 전철 4호선의 일부다. 수도권 동북부에 개발된 별내지구, 오남지구, 진접지구 등과의 연계와 창동차량기지의 이전을 위해 건설된다. 통행방식과 전력 공급 방식은 수도권 전철 3호선의 일부 구간인 일산선처럼, 전 구간 우측통행 및 직류를 그대로 사용한다. 치안 서비스는 대한민국 국토교통부 산하의 서울지방철도특별사법경찰대에서 전담한다.
노선이 살짝 특이한데 불암산 출발 후 회차선으로부터 진접선이 분기돼 나간 형태다. 그리고 진접차량기지가 완공되기 전까지 이 노선을 운행한 열차는 모두 사당, 안산, 오이도까지만 열차로 환승해야 한 번거로움이 있을 수 있다. 다만, 서울교통공사, 한국철도공사에서 단거리 위주로 직교류 차를 진접선에 투입할 계획이 있다.

## 연혁
- 2014년 12월 10일: 착공
- 2021년 8월 6일: 철도거리표 고시 및 역명 확정
- 2021년 8월 9일: 전차선로 가압
- 2021년 8월 10일: 시운전 개시
- 2022년 3월 19일: 개통
- 2024년 10월 31일: 서울시 지명위원회 심의를 통해 당고개역을 불암산으로 역명 변경[1]

## 차량
- 서울교통공사 4000호대 VVVF 전동차 (401~426, 450~470, 481~485편성)

## 역 목록
| 역 번호                        | 역명            | 로마자 역명         | 국한문 역명 | 접속 노선 | 역간 거리 | 영업 거리 | 소재지     | 소재지   |
| ------------------------------ | --------------- | ------------------- | ----------- | --------- | --------- | --------- | ---------- | -------- |
| 405                            | 진접 (경복대학) | Jinjeop             | 榛接        |           | 0.0       | 0.0       | 경기도     | 남양주시 |
| 406                            | 오남            | Onam                | 梧南        |           | 2.1       | 12.1      | 경기도     | 남양주시 |
| 407                            | 풍양 (개통예정) | Pungyang            | 豊壤        |           |           |           | 경기도     | 남양주시 |
| 408                            | 별내별가람      | Byeollae Byeolgaram | 別內別가람  |           | 7.7       | 19.8      | 경기도     | 남양주시 |
| 409                            | 불암산          | Buramsan            | 佛巖山      |           | 4.4       | 24.2      | 서울특별시 | 노원구   |
| ↓서울 지하철 4호선 불암산 방면 |                 |                     |             |           |           |           |            |          |

- 별내별가람과 오남 사이에 2028년 개통을 목표로 풍양 신설이 예정돼 있다.

## 같이 보기
- 서울 지하철 4호선
- 수도권 전철 4호선
- 시흥차량사업소
- 안산선
- 과천선
- 진접차량사업소
- 창동차량사업소